# Джорджія Теннант
Джорджія Елізабет Теннант (англ. Georgia Elizabeth Tennant, уроджена Моффетт; нар. 25 грудня 1984 ) — англійська акторка і продюсерка. Серед її ролей — донька детектива Саманти Ніксон Ебігейл у серіалі The Bill, Дженні в епізоді «Донька Доктора» серіалу «Доктор Хто» та леді Вівіан у серіалі «Пригоди Мерліна».

## Раннє життя
Джорджія Моффетт народилася на Різдво в лікарні королеви Шарлотти та Челсі в Гаммерсміті, Західний Лондон, у сім'ї акторів Пітера Моффетта (відомого під псевдонімом Пітер Девісон) і Сандри Дікінсон. Вона відвідувала школу святого Едуарда в Оксфорді.

## Кар'єра
Моффетт дебютувала на телебаченні у віці 15 років у серіалі Peak Practice (1999), зігравши Нікі Дейві. Далі вона виконала ролі у таких телевізійних драмах, як The Second Quest та Like Father Like Son. Вона зіграла пригнічену Еліс Гардінг у драмі Where the Heart Is на каналі ITV (2004 та 2005) і грала разом зі своїм батьком у серіалах Fear, Stress & Anger і The Last Detective.
У 2007 році відбувся її театральний дебют у ролі Матильди Верлен у постановці Total Eclipse у лондонському театрі «Шоколадна фабрика „Меньє“». 
У травні 2008 року Моффетт з'явилася в епізоді «Дочка Доктора» серіалу BBC «Доктор Хто» у ролі Дженні, штучно створеної доньки Десятого Доктора, якого грав майбутній чоловік Девід Теннант. (Прикметно, що її батько Пітер Девісон зіграв П'ятого Доктора у 1980-х). 
У серпні 2008 року Моффетт знялася в першій серії шпигунського спін-оффу Spooks: Code 9 на BBC Three у ролі Кайлі Роман.
Джорджія Моффетт озвучила роль Кессі Райс в анімаційному серіалі «Доктор Хто: Країна мрій» у 2009 році та зобразила леді Вівіан в епізоді «Солодких снів» серіалу «Пригоди Мерліна». Вона приєдналася до акторського складу медичної драми Casualty у ролі молодшого лікаря Гезер Вайтфілд, але її героїню було вбито на початку її другого епізоду.
У червні 2010 року вона зіграла в короткометражній п'єсі Hens, яка була показана в чотирьох виставах на Riverside Studios і пізніше транслювалася на каналі Sky Arts 2, а також зіграла епізодичну роль у телевізійній драмі Thorne: Sleepyhead (як дружина одного з молодших детективів вона з'являється в одній сцені у другому епізоді та в одній сцені без реплік в третьому епізоді).
У березні 2011 року вона отримала роль Емми в ситкомі BBC Three «Білий фургон», який було скасовано після виходу двох серій. 
У травні 2012 року Моффетт дебютувала на Вест-Енді в п'єсі «Що бачив дворецький» у лондонському театрі «Водевіль». П'єса зазнала поганих відгуків та продажу квитків, а 13 липня постановники оголосили на своєму офіційному вебсайті, що п'єсу закриють на місяць раніше запланованого.
У листопаді 2013 року Моффетт з'явилася та продюсувала ювілейну трансляцію «Доктора Хто» The Five(ish) Doctors Reboot; як продюсера її вказано під іменем Джорджія Теннант (хоча її акторські появи були вказані під іменем Джорджія Моффетт). Епізод написав і зрежисерував її батько, а в епізодичних ролях знялися її чоловік і двоє її старших дітей (під час зйомок вона була вагітна третьою дитиною, і в сценарії є сцена її пологів).
Моффетт продюсувала і знялася в короткометражному фільмі під назвою «96 способів сказати, що я тебе люблю», у якому також знявся її чоловік Девід Теннант. Прем'єра фільму відбулася на Лондонському фестивалі незалежного кіно у квітні 2015 року. 
У 2017 році вона повернулася до акторської діяльності, з'явившись у драматичному мінісеріалі BBC «У темряві», де зазначена як Джорджія Теннант. Того ж року вона продюсувала комедійний фільм «Ти, я і він». 
З 2019 року вона продюсувала серію подкастів свого чоловіка David Tennant Does a Podcast With… У
2020 році була акторкою й продюсеркою короткого комедійного серіалу Staged, знятого під час карантину через COVID-19, з Девідом Теннантом та Майклом Шином у головних ролях.

## Особисте життя
Моффетт завагітніла після коротких стосунків зі студентом університету і у 2002 році, у віці 17 років, народила першу дитину, сина, на ім'я Тай.
У січні 2011 року вона заручилася з актором Девідом Теннантом. 
У березні 2011 року вона народила дочку Олів, а офіційно одружилися вони 30 грудня 2011 року. Пара живе в Чизіку і має трьох дочок і двох синів, включаючи первістка Джорджії, якого Девід Теннант усиновив. Тай Теннант також актор.
Моффетт є покровителькою благодійної організації Straight Talking, створеної для навчання молоді щодо підліткової вагітності.
У 2018 році Моффетт їй діагностували рак шийки матки на початковій стадії та успішно пролікували його.

## Фільмографія

### Телебачення
| Рік       | Назва                        | Роль                          | Примітки                                 |
| --------- | ---------------------------- | ----------------------------- | ---------------------------------------- |
| 1999      | Peak Practice                | Нікі Дейві                    | 4 епізоди                                |
| 2002–2009 | The Bill                     | Ебігейл Ніксон                | 26 епізодів                              |
| 2004      | The Second Quest             | Сандра Біґґс                  | телефільм                                |
| 2004      | Holby City                   | Емма Лентон                   | епізод «A Good Day to Bury Bad News»     |
| 2004–2005 | Where the Heart Is           | Еліс Гардінг                  | 9 епізодів                               |
| 2005      | Like Father Like Son         | Мораг Тейт                    | 2 епізоди                                |
| 2005      | Tom Brown's Schooldays       | Саллі                         | телефільм                                |
| 2007      | Fear, Stress and Anger       | Хлоя Чадвік                   | 6 епізодів                               |
| 2007      | Bonkers                      | Деббі Гупер                   | 4 епізоди                                |
| 2007      | Casualty                     | Елейн Вокер                   | епізод «Lost in the Rough»               |
| 2007      | The Last Detective           | Таня                          | епізод «Once Upon a Time on the Westway» |
| 2008      | My Family                    | Пенні Бішоп                   | епізод «Let's Not Be Heisty»             |
| 2008      | Doctor Who                   | Дженні                        | епізод «The Doctor's Daughter»           |
| 2008      | Spooks: Code 9               | Кайлі Роман                   | усі 6 епізодів                           |
| 2009      | Agatha Christie's Marple     | леді Френсіс «Френкі» Дервент | епізод «Why Didn't They Ask Evans?»      |
| 2009      | Doctor Who: Dreamland        | Кессі Райс                    | голос, усі 6 епізодів                    |
| 2009      | Casualty                     | Гезер Вайтфілд                | 2 епізоди                                |
| 2009      | Merlin                       | леді Вівіан                   | епізод"Sweet Dreams"                     |
| 2010      | Playhouse Live               | Лейла                         | епізод «Hens»                            |
| 2010      | Thorne: Sleepyhead           | Софі Голланд                  | 2 епізоди                                |
| 2011      | White Van Man                | Емма                          | 13 епізодів                              |
| 2013      | The Five(ish) Doctors Reboot | саму себе                     | телефільм; також продюсерка              |
| 2014      | Casualty                     | Брайоні Вітман                | епізод «Entrenched»                      |
| 2014      | Holby City                   | Брайоні Вітман                | епізод «Chaos in Her Wings»              |
| 2017      | In the Dark                  | Дженні                        | усі 4 епізоди                            |
| 2020–2021 | Staged (сезони 1 і 2)        | саму себе                     | усі 14 епізодів                          |
| 2022      | Meet the Richardsons         | саму себе                     | епізод #3.1                              |
| 2022      | The Sandman                  | Лаура Лінн                    | епізод «Dream of a Thousand Cats»        |

### Фільми
| Рік  | Назва                     | Роль   | Примітки                           |
| ---- | ------------------------- | ------ | ---------------------------------- |
| 2015 | 96 Ways to Say I Love You | Олів   | короткометражний; також продюсерка |
| 2017 | You, Me and Him           | Елісон | фільм; також продюсерка            |

### Радіо
| Рік  | Назва                                        | Роль            | Примітки                  |
| ---- | -------------------------------------------- | --------------- | ------------------------- |
| 2000 | Doctor Who: Red Dawn                         | Таня Вебстер    | Big Finish Productions    |
| 2008 | Doctor Who: Snowglobe 7                      | оповідач        | BBC Audio                 |
| 2010 | City of Spires                               | Еліс            | Big Finish Productions    |
| 2013 | Bernice Summerfield: New Frontiers           | Авріл Фенман    | Big Finish Productions    |
| 2014 | Osiris: Osirian Enemy                        | Джесіка         | Everybodyelse Productions |
| 2014 | Frankenstein                                 | Елізабет        | Big Finish Productions    |
| 2014 | Doctor Who: Rule of the Eminence             | Engineer Tallow | Big Finish Productions    |
| 2018 | Jenny: The Doctor's Daughter                 | Дженні          | Big Finish Productions    |
| 2019 | Doctor Who: The Legacy of Time               | Дженні          | Big Finish Productions    |
| 2021 | Jenny: The Doctor's Daughter — Still Running | Дженні          | Big Finish Productions    |

## Театр
| Рік  | Назва                | Роль               | Примітки                 |
| ---- | -------------------- | ------------------ | ------------------------ |
| 2007 | Eclipse of the Heart | Матильда Верлейн   | Menier Chocolate Factory |
| 2010 | Hens                 | Лейла              | Riverside Studios        |
| 2012 | What the Butler Saw  | Джеральдін Барклей | The Vaudeville Theatre   |